# Українська міжпартійна асамблея
Ініціаторами створення Української Міжпартійної Асамблеї (УМА) були колишні політв'язні: Сергій Бабич, Анатолій Лупиніс,  Григорій Приходько,  Павло Скочок, Юрій Шухевич. В травні 1990 року вони  звернулися з відозвою до опозиційних партій зібратися на асамблеї для координації дій в боротьбі за державну незалежність нації.
УМА виникла як  націоналістична альтернатива до громадських структур націонал-комунізму та  націонал-демократії, політика яких була спрямована на суверенізацію УРСР.
Перша сесія УМА відбулася в Києві 1 липня 1990 року. Учасниками сесії стали делегати від: Української народно-демократичної партії; Української національної партії; Української Республіканської партії ; Української селянської демократичної партії; Націоналістичної фракції СНУМ; Солідарних Профспілок України; Незалежної профспілки працівників спорту і спортсменів; Комітету захисту УКЦ (Української Католицької Церкви); Комітету української католицької молоді; Українського Комітету по створенню збройних сил; Всеукраїнського товариства репресованих; Товариства «Екологія»; Громадського фронту Житомирщини; Краснокутського осередку незалежного Руху; Братства святого Володимира.
Сесія Прийняла  Політичну Заяву і утворила структури УМА:
- Національна Рада у складі: С. Бабич — Українська Республіканська партія; А. Домбровський — Солідарні профспілки України; Д. Корчинський — Націоналістична фракція СНУМ; Г. Криворучко — Селянсько-Демократична партія; Ю. Микольський — Громадський Комітет за відродження Української національної армії; Г. Мусієнко — незалежний делегат; М. Ратушний — координатор районових осередків Руху; А. Киреєв — Українська Народно-Демократична партія. Голова — Г. Приходько — Українська національна партія.

- Координаційна Рада Комітетів громадян України у складі: В.Баранов — Українська національна партія; С. Віняр — Братство святого Володимира; М. Головач — Українська Народно-Демократична партія; I. Гончаренко — Солідарні профспілки України; I. Каплоух — Краснокутський осередок незалежного Руху; О. Карелін — Комітет захисту національної символіки; В. Пекарський — Республіканська партія України; О. Петрів — Комітет Української католицької молоді; М. Старушко — Селянсько-Демократична партія; К. Федченко — Товариство «Екологія»; А. Шкіль — Націоналістична фракція СНУМ. Голова — А.Киреєв — Українська Народно-Демократична партія.

- Виконавчий Комітет у складі: П. Кагуй -оргвідділ; О. Федорук — інформаційний центр; (третя посада — вакантна). Голова — А. Лупиніс — незалежний делегат. Керівник видавничої служби — П.Скочок.

6 — 7 жовтня 1990 відбулася друга сесія УМА. Для розробки проекту Конституції на сесії була утворена Конституційна Комісія у складі: Голова Комісії — Ярослав Дашкевич; члени Комісії — Аркадій Киреєв і Григорій Мусієнко.
Основним документом УМА стала Політична Заява про боротьбу за українську державу. Заява була прийнята на першій сесії УМА першого липня 1990. Вона в загальних рисах накреслила стратегію здобуття держави: моральне унезалежнення населення від колоніальної адміністрації; самовизначення дорослого населення як громадян УНР; легітимація державотворчого процесу через реєстрацію громадян УНР; самоорганізація громадян УНР через створення Громадянських комітетів і перебрання влади цими комітетами від органів колоніальної влади; вибори делегатів і скликання Національного Конгресу.
З метою запобігання громадянській війні Політична Заява передбачала створення в перехідному періоді Національних Збройних Сил, Національної Служби Безпеки та Національної Поліції.
Головні напрямки діяльності УМА: створення Громадянських комітетів; розробка проекту Конституції; реєстрація громадян Української Народної Республіки на підставі Закону про громадянство УНР від 2 березня 1918 року.
Реєстрація громадян УНР проводилась в 23 областях УРСР. До 22 грудня 1990 було зареєстровано понад 2,5 млн осіб. Наймасштабніше реєстрація проведена у Львівській області, де Головою Громадянського Комітету був Юрій Шухевич. Там було зареєстровано близько 800 тисяч осіб.
Офіційною датою припинення реєстрації громадян УНР стало 23 грудня 1990 року, коли на третій сесії були змінені керівництво і стратегія УМА. Відтак, була припинена підготовка до скликання Національного Конгресу.